# Преображенская (Иглинский район)
Преображенская (баш. Преображенский) — деревня в Иглинском районе Башкортостана, входит в состав Ивано-Казанского сельсовета.

## Население
| 2002 | 2009 | 2010 |
| ---- | ---- | ---- |
| 97   | ↘96  | ↘80  |

Национальный состав
Согласно переписи 2002 года, преобладающие национальности — чуваши (44 %), русские (32 %).

## Географическое положение
Расстояние до:
- районного центра (Иглино): 33 км,
- центра сельсовета (Ивано-Казанка): 3 км,
- ближайшей ж/д станции (Иглино): 33 км.